# Елементарне функције
Елементарне функције су класа функција која у себе укључује: 
- полиноме,
- рационалне функције,
- експоненцијалне функције,
- степене функције,
- логаритамске функције,
- тригонометријске функције,
- инверзне тригонометријске функције,

а такође и функције које се могу добити од ових помоћу четири аритметичке операције: 
- сабирањем,
- одузимањем,
- множењем и
- дељењем,

и суперпозицијама, тј. образовањем сложених функција, композицијама функција, примијењеним коначан број пута. Извод елементарне функције увек је елементарна функција, али интеграл е. ф. не мора бити е. ф.
Класа елементарних функција је добро изучена и често се употребљава у примењеној математици.